# おかあさんがいっしょ
『おかあさんがいっしょ』は、木村和昭による日本の4コマ漫画作品。『まんがタイムファミリー』（芳文社）2006年7月号より2012年12月号まで、『まんがホーム』（同）2005年7月号より2012年8月号まで連載した後、『まんがホーム』2013年6月号より『おかあさんがいっしょ!』と改題して連載再開。2018年4月号まで連載された。

## 概要
姑の寅子とダメ嫁のみい子とその間に挟まれた玉男の3人がドタバタを繰り広げる日常ギャグ漫画。同作者の「ニッポンのワカ奥さま」とは世界観を共有しており、『まんがホーム』2008年1月号にてコラボレーション漫画が描かれたことがある。単行本はまんがタイムコミックスより、現在1巻まで刊行中。

## 登場人物
猫柳家3人の名前には、「寅（とら）」「玉（たま）」「みい（ミーなど）」と、飼い猫の名前によく使われる名前が入っているのが特徴。寅子の夫については作中では言及されておらず、存在は明らかになっていない。
猫柳寅子（ねこやなぎ・とらこ）
嫁のみい子からは「お義母さん」と呼ばれている。太っていてかなりの怪力で豪快な性格だが、くだらない事で言い合いやケンカをしたり張り合ったりしている子供じみた面もある。嫁のみい子のダメ嫁っぷりには呆れているが、みい子が旅行などで家にいなければいないで寂しいのかイライラしたり、何かをする時に息がピッタリ合っていたり、考え方がそっくりだったりと仲は良く、円満な関係を築いている。家事がダメなみい子には呆れているものの、たまに彼女が早起きして朝食の支度をしたり、日中の家事を率先して行ったりすると、かえって気味が悪くなり、生活のペースが狂ってしまう。
大食いであり、同じく大食いのみい子と共に食事は常人より遥かによく食べる。かなりの肥満体型で、当人も気にしてダイエットなどしてはいるが、いっこうにやせる気配はない。肉や大福が大好物。
猫柳玉男（ねこやなぎ・たまお）
寅子の息子で、みい子の夫。みい子からは「玉（タマ）ちゃん」と呼ばれている。ごく普通のサラリーマンだが、しょっちゅう寝坊する。「ニッポンのワカ奥さま」の主人公・一郎とは幼稚園での同級生だった。寅子とみい子のドタバタを見守りつつ、のほほんと過ごしている。魚が大好物。
会社帰りの電車で眠りこけているみい子と初めて会った後、公園でも再び眠っている彼女と再会。それからみい子のことが気になるようになり、再再度電車、終電の終点まで行ってしまった時に眠っている彼女と会ったことから、「運命の女性だ」と認識。デートに誘い、完全に惚れたらしい。
喫煙シーンはあまり描かれないが、愛煙家でもある。
手先が器用らしく、編み物も上手にこなす。
家族の中では唯一の常識人でもある。
猫柳みい子（ねこやなぎ・みいこ）
玉男の妻。玉男からは「みいちゃん」と呼ばれている。小柄で子供っぽい見た目と無邪気な性格をしていて、かわいい顔をしている。専業主婦だが家事はニガテ。料理は難しいものを作ると必ずといっていいほど失敗し、裁縫は途中で挫折する。しかし、たまにはカレーを上手く作ったり、玉男と2人で一緒に巻く長いマフラーを完成させたりしているため、全くできないわけではないらしい。髪の毛は茶髪で、背中の真ん中当たりまでの長さがあり、後ろで2つに分けて束ねている。
趣味は寝る事で、いつでもどこでも好きなだけ寝ることができ、いつもぐうたらしている。電気が消えるなどして真っ暗になるとすぐ寝てしまう。玉男と一緒に寝坊することもしばしば。そのために寅子には呆れられているが、本人はまるで気にしていない模様。たまには早起きして朝食の支度をしたり、日中の家事を率先して行ったりすることはあるのだが、普段ほとんどやらないだけに、かえって気味悪がられてしまう。風呂が嫌いで、特にシャンプーが目に入るからという理由で洗髪が嫌い。プリンが大好物。麦茶が嫌いで麺つゆを飲むのが好き、という変な好みの持ち主でもある。マヨネーズを容器から吸うのも好き。
姑の寅子とは口喧嘩をすることも多いが、考え方やセンスなどもよく似ていて、時には息もピッタリ合うため仲は意外と良い。力は弱いが、食べ物がかかると、寅子にも匹敵するほどの腕力を見せることもある。
寅子同様かなりの大食いだが、近所の洋食屋で「完食賞金10万円のジャンボオムライス」を寅子はペロリとたいらげたのに対し、みい子は壁に貼られていた寅子の完食の記念写真に対抗心をあおられて辛うじて完食したというエピソードから、寅子にはかなわない様子。
1度、玉男が忘れた書類を会社に届けた際、偶然出会って送ってもらったことから、玉男の会社の社長に気に入られ、携帯の電話番号も交換、友達口調で話したり買い物を頼む仲に。
社長
玉男が勤めている会社の社長。玉男が忘れた書類を届けに来て道に迷ったみい子（会社の名前を大声で叫んでいたのを聞き、自分の会社に用事があるとわかったため）を見つけ、自分の車に乗せて会社まで送って来たことから、無邪気なみい子を気に入り、携帯の電話番号まで教えあって友達のような関係になっている。その関係は、みい子は社長とタメ口で話して彼を「社長」と呼び、社長はドラッグストアでみい子に頼まれた買い物をしてから猫柳家に訪問してくるほど。正月の初詣で訪れた神社で会った時は、みい子に小切手でお年玉を渡した。冗談も言い、気さくな性格だが、首相官邸での経済問題特別緊急会議に参加するほどの重要人物。
精肉店の店主
買い物に来た寅子に何かとコジツケでとんかつを売る店主。
一度、自店を注目させるために採算度外視で肉とは無関係ながら展示用の巨大な桜餅を作ったものの、展示する前に見つけた寅子に買われてしまった。
ノラ
みい子の友人で、みい子が始めたパート先で知り合った。みい子と同時に採用された同期だったが、即日解雇されたのがみい子とノラの2人だけだったことから意気投合し、その後も友人として交友を続けている。様々なアルバイトをしており、スーパーのパートでは品物と購買量を見ただけで合計額を言い当てる特技を持つなど、多彩な才能を持つが、社会のルールからはみ出した言動が仇となり、長続きしない。主に公園に居ることと「ノラ」と呼ばれていることから住所不定のホームレスと思われるが、スタイルが良い美人で身なりも小綺麗にしており、人間ドックの受診や豪華客船での世界一周旅行ができるだけの金が在るなど、謎の多い人物。

## 単行本
- 第1巻 2009年4月22日発行 ISBN 978-4-8322-6734-3